# Even Better Than the Real Thing
Singles de U2
One
(1992) Who's Gonna Ride Your Wild Horses
(1992)
Pistes de Achtung Baby
Zoo Station
(1) One
(3)
Even Better Than the Real Thing est une chanson du groupe de rock irlandais U2, sortie le 8 juin 1992. C'est la deuxième piste et le quatrième single de l'album Achtung Baby paru la même année. De genre rock alternatif, le morceau dure 3 minutes et 41 secondes. 
Conçue à l’origine lors de la même session que Desire en 1988 – et basée sur un riff que The Edge qualifiait d' « aussi proche que nous pouvions ou voulions l’être des Rolling Stones » – la chanson, d’abord appelée The Real Thing, a été transformée pendant les sessions d’Achtung Baby. À partir de son intro en forme de sirène, le morceau a pris une énergie sombre et lancinante, alimentée par la pédale d’effets de The Edge. Le thème de la chanson est la superficialité, notamment celle que Bono observait alors à la télévision et dans les spots publicitaires. Bono a ajouté que ses paroles reflétaient « l’époque à laquelle nous vivions, où les gens ne cherchaient plus la vérité. Nous sommes tous à la recherche d’une gratification instantanée ».
Appréciée par le groupe, Even Better Than the Real Thing est interprétée pendant tous les concerts du Zoo TV Tour puis dans la plupart de leurs tournées jusqu'à nos jours. Le DJ Paul Oakenfold a fait un remix de la chanson. En 1997, les lecteurs du magazine Mojo ont nommé la chanson 71e meilleure piste des années 1990.

## Classements
| Classement / pays (1992) | Meilleure Position |
| ------------------------ | ------------------ |
| Australie                | 11                 |
| Canada -                 | 3                  |
| Pays-Bas                 | 11                 |
| France                   | 34                 |
| Irlande                  | 3                  |
| Nouvelle-Zélande         | 8                  |
| Suisse                   | 18                 |
| Royaume-Uni              | 12                 |
| États-Unis               | 32                 |

## Personnel
- Bono - paroles
- The Edge - paroles de fond, guitare
- Adam Clayton - basse
- Larry Mullen Jr. - batterie